# Массовый психоз
Массовый психоз — психическая эпидемия, в основе которой лежит подражаемость и внушаемость. Массовый психоз поражает коллектив или группу людей, в результате чего человек теряет нормальную способность к суждению и нормальный способ суждения, что делает человека одержимым чем-либо.

## Массовый истерический психоз
Крайней формой проявления массового психоза является массовая истерия. Термин «массовая истерия» используют, как правило, для определения того, что пострадавшие ощущают фактически не существующие физические симптомы.
Истории известны такие массовые психические эпидемии истерии, как:
- пляска Св. Вита, тарантизм, эпидемии неистовой пляски;
- эпидемии конвульсионеров, эпидемии судорог, икоты и тика;
- эпидемии кликушества, бесоодержимость, звероодержимость;
- самобичевание;
- эпидемии массовых самосожжений и массовый суицид;
- эпидемия политического поклонения лидерам государств и ощущение присутствия внешнего врага.

Психиатр В. М. Бехтерев в работе «Внушение и его роль в общественной жизни» указал, что: «авторы, изучавшие проявления кликушества, не без основания сравнивают или даже отождествляют это состояние с демономанией средних веков или бесоодержимостью». Не до конца понятным остается механизм передачи истерии от человека к человеку. Также не найдено логическое объяснение тому, почему одних она поражает, а других нет.

## Механизм формирования массового психоза
Массовый психоз поражает такой субъект массовых форм внеколлективного поведения, который называется «толпа». Толпой называют:
- публику, под которой понимается большая группа людей, возникающая на основе общих интересов, часто без какой-либо организации, но обязательно при ситуации, которая затрагивает общие интересы и допускает рациональное обсуждение;
- контактную, внешне неорганизованную общность, действующую крайне эмоционально и единодушно;
- совокупность индивидов, составляющих многочисленную аморфную группу и не имеющих в своем большинстве прямых контактов между собой, но связанных каким-либо общим более или менее постоянным интересом. Таковыми оказываются массовые увлечения, массовая истерия, массовые миграции, массовый патриотический психоз.

В массовых формах внеколлективного поведения большую роль играют неосознанные процессы. На основе эмоционального возбуждения возникают стихийные действия в связи с какими-либо впечатляющими событиями, затрагивающие главные ценности людей в ходе, например, их борьбы за свои интересы и права.
З. Фрейд выдвинул весьма продуктивную идею для описания феномена толпы. Он рассматривал толпу как человеческую массу, находящуюся под гипнозом. Самое опасное и самое существенное в психологии толпы — это её восприимчивость к внушению. Всякое мнение, идею или верование, внушенные толпе, она принимает или отвергает целиком и относится к ним либо как к абсолютным истинам, либо как к абсолютным заблуждениям. Во всех случаях источником внушения в толпе выступает иллюзия, рожденная у одного какого-нибудь индивида благодаря более или менее смутным воспоминаниям. Вызванное представление становится ядром для дальнейшей кристаллизации, заполняющей всю область разума и парализующей всякие критические способности.
Британский нейрофизиолог Крис Фрит утверждает, что мозг может создавать ложные модели материального мира и внутреннего мира других людей. Ложные модели внутреннего мира других людей проверить не так-то просто. И иногда человек может успешно делиться этими ложными моделями с другими. В случаях двойного психоза два человека разделяют одни и те же бредовые идеи, а иногда подобный психоз объединяет и большее число людей (например, членов семьи до тех пор пока они не обсудят ложность моделей с посторонними людьми). Но когда более многочисленные группы людей разделяют ложные убеждения, докопаться до истины становится намного сложнее. Что-то подобное произошло в трагической истории массового самоубийства в Джонстауне 18 ноября 1978 года, когда 911 членов секты «Храм народов» покончили с собой, выпив препарат цианида.

## Факторы развития массового психоза
- средства массовой информации[6][7]
- интернет[8]
- информационно-психологические войны[9][10]
- исследование идеологического фактора[11]